# Ahellil du Gourara
L'Ahellil du Gourara est un genre musical et poétique algérien, emblématique des Zénètes du Gourara, il est pratiqué lors de cérémonies collectives lors de fêtes religieuses et profanes. 
L'Ahellil du Gourara a été inscrit en 2008 sur la liste représentative du patrimoine culturel immatériel de l'humanité.

## Un genre musical spécifique
L'Ahellil est un genre musical, propre à la région du Gourara, où il est pratiqué par les berbérophones d'origine zénète et par les Haratines berbérophones (appelés Isemghan), qui composaient 45,6% de la population du Gourara en 1952. Il est pratiqué lors de cérémonies collectives principalement dans la partie berbérophone du Gourara lors de fêtes religieuses et de pèlerinages, notamment pendant la Sbûa, mais aussi à l'occasion de réjouissances profanes telles que les mariages et foires locales. Il est étroitement lié au mode de vie des Zénètes et à l'agriculture oasienne, et ne concerne qu'un groupe berbérophone peu nombreux, le Gourara étant la seule région du Sahara algérien où cette pratique musicale ait été identifiée.
Le terme ahellil désigne à la fois les chants eux-mêmes ou la réunion au cours de laquelle ils sont exécutés. La cérémonie est traditionnellement mixte, et se déroule uniquement la nuit, toutefois la fréquentation féminine diminue, surtout dans les grands centres. Il n'y a aucun interdit fondé sur la stratification sociale, et aucune discrimination, quelle que soit la condition du participant. 
Les textes sont majoritairement en langue zénète, parfois archaïque au point que le sens de certains vers ne soit plus compris à l'heure actuelle. Ils comportent des formules religieuses en arabe qui se mêlent à la célébration des charmes de la bien-aimée. L'ahellil se distingue nettement du chant arabe traditionnel, classique ou populaire. D'origine berbère, l'ahellil a subi l'empreinte des différentes religions auxquelles ont adhéré les communautés zénètes de la région. La dernière en date, l'Islam, kharidjite d'abord, effacé ensuite par l'empreinte de l'Islam orthodoxe des Chorfas à partir du XVIe siècle. La terminologie qui désigne ses différents éléments (participants, instruments, phases) est entièrement berbère.
L'Ahellil du Gourara a été inscrit en 2008 sur la liste représentative du patrimoine culturel immatériel de l'humanité.

## Cérémonie
À l'occasion d'une fête qu'elle soit religieuse ou profane, des hommes se réunissent pour pratiquer l'Ahellil. Un joueur de bengri (flûte) et un chanteur soliste mène un chœur qui peut parfois compter une centaine de personnes. Celui-ci tourne autour du flûtiste et du soliste, épaule contre épaule en tapant des mains en répondant aux appels du chanteur principal. La flûte à sept trous qui accompagne les chants d'ahellil est appelée temja. 
La pratique de l'ahellil est très codifiée. Les chanteurs se tiennent debout et se disposent en cercle au coude à coude, un flûtiste se tient à l'intérieur du cercle et exécutent une danse très lente. Elle se compose de trois parties successives qui rythme la nuit de fête. D'abord le lemserreh, composé de chants courts, il est exécuté par tous les chanteurs présents jusqu'à une heure avancée de la nuit. Les moins à l'aise se retirent alors pour laisser les chanteurs plus expérimentés continuer avec l'aougrout qui se poursuit jusqu'à l'aube. Au lever du soleil l'Ahellil s'achève avec le tra où seuls les meilleurs chanteurs demeurent.